# Beauforts Schmerle
Beauforts Schmerle (Syncrossus beauforti, Syn.: Botia beauforti) ist ein Süßwasserfisch aus der Familie der Prachtschmerlen (Botiidae), der in Thailand, Laos, Kambodscha und Vietnam im Flussgebiet des Mekong, des Mae Nam Chao Phraya, des Mae Nam Mae Klong und auf der malaiischen Halbinsel vorkommt. Das Verbreitungsgebiet schließt sich östlich an das der sehr ähnlichen Syncrossus berdmorei an. Die Art wurde nach dem niederländischen Biologen Lieven Ferdinand de Beaufort (1879–1968) benannt.

## Merkmale
Beauforts Schmerle wird etwa 19 bis 20 cm lang, wobei die Männchen etwas kleiner bleiben. Der Körper ist langgestreckt, seitlich abgeflacht und fast auf der gesamten Länge gleich hoch. Die Rückenflosse beginnt kurz vor den Bauchflossen.
- Flossenformel: Dorsale 3/9, Anale 2-3/4-6.

Ihre Grundfärbung ist variabel, bräunlich, graugrün oder gelblich und in Abhängigkeit von der Umgebung mehr oder weniger hell. Auf jeder Kopfseite zeigen sich drei Längsstreifen, einer auf der Kopfoberseite, einer durch das Auge und einer unterhalb des Auges. Die Flanken werden durch 9 bis 12 schwache, bläulich schwarze Querstreifen gemustert, die aber auch fehlen können. Weiterhin befinden sich auf den Körperseiten mehrere Längsreihen dunkler Flecke. Rücken- und Schwanzflosse sind mehr oder weniger orange und besitzen horizontale Punktreihen. Die Afterflosse, Brust und Bauchflossen sind gelblich. An der Basis der Afterflosse sind einige dunkle Flecke. Die Barteln am Oberkiefer sind schwärzlich. Äußere Geschlechtsunterschiede sind nicht bekannt.

## Aquaristik
Beauforts Schmerle ist im Aquarium scheu und schreckhaft. Wegen ihrer zu erwartenden Endgröße und ihrer Aggressivität anderen Fischen gegenüber ist sie wenig als Zierfisch geeignet. Sie ist noch nicht nachgezüchtet worden. Alle gehandelten Tiere sind Wildfänge.